# Rheinische Republik
Der Begriff Rheinische Republik steht für den kurzzeitigen Versuch einer Staatsgründung separatistischer Bewegungen im Rheinland des Jahres 1923. Die Angehörigen der Gruppierung wurden Separatisten, Sonder- oder Freibündler genannt.
Die Ereignisse betrafen die belgisch und französisch besetzten Gebiete des westlichen Deutschen Reiches. Anhänger verschiedener separatistischer Vereinigungen brachten ab dem 21. Oktober einige rheinische Stadt- und Gemeindeverwaltungen teilweise mit militärischer Hilfe der Besatzungstruppen unter ihre Kontrolle. Der französische Hochkommissar und Präsident der Rheinlandkommission, Paul Tirard (1879–1945), erkannte die als Resultat einer politischen Revolution interpretierte Herrschaft der Separatisten am 26. Oktober als legitime Regierung an. Ministerpräsident war der Redakteur Josef Friedrich Matthes (1886–1943), Regierungssitz war Koblenz.
Nach zahlreichen Protesten der deutschen und der britischen Regierung ließ die belgisch-französische Unterstützung schnell nach. Die Separatisten versuchten ihre Herrschaft mit Hilfe der von ihnen rekrutierten Schutztruppen aufrechtzuerhalten. Der Unterhalt der Truppen wurde durch Requirierungen bei der Bevölkerung bestritten, wodurch die Situation an vielen Orten bis hin zu bewaffneten Auseinandersetzungen eskalierte. Die direkte Herrschaft der Separatisten endete etwa am 20. November.
Etwa zeitgleich und ebenfalls in den besetzten Gebieten ereigneten sich die als Ruhrbesetzung und Autonome Pfalz bezeichneten Geschehnisse.

## Vorgeschichte

### Vorgeschichte bis zum Ersten Weltkrieg
Das Königreich Frankreich hatte bereits im 17. Jahrhundert mit der Reunionspolitik Ludwigs XIV. ein spürbares Interesse an den linksrheinischen Gebieten gezeigt. Während des Ersten Koalitionskrieges von 1792 hatte das revolutionäre Frankreich verschiedene rheinische Gegenden besetzt und zog deren Zusammenschluss unter der Bezeichnung Cisrhenanische Republik in Erwägung. Dieser Plan wurde jedoch zugunsten einer Annexion des Linken Rheinufers aufgegeben. Entsprechend der These Georges Dantons, dass die Grenzen Frankreichs durch die Natur gebildet würden, war die französische Außenpolitik darauf gerichtet, den Rhein als Grenze Frankreichs zu sehen. Rechts des Rheins war es nach dem Frieden von Lunéville (1801) und im Rahmen des Rheinbundes (1806) zur Bildung von Satellitenstaaten der Ersten Französischen Republik und des Ersten Kaiserreichs gekommen, etwa zur Bildung des Fürstentums Salm, des Herzogtums Arenberg-Meppen, des Großherzogtums Berg und des Königreichs Westphalen.
Auf Beschluss des Wiener Kongresses vom 8. Februar 1815 kam das Linke Rheinufer größtenteils an Preußen, wo es in der Rheinprovinz aufging, und als Rheinpfalz an Bayern. Die Eingliederung blieb stets problematisch, da im Rheinland das napoleonische Zivil- und Handelsrecht, den Handelskammern und der Gemeindeverfassung fortgalt. Vor allem aber bestanden gravierende Unterschiede im Hinblick auf Kultur und Mentalität der katholischen Bevölkerungsteile. Virulent blieb so ein „latenter Antiborussismus und insbesondere das Gefühl der Imparität und der Inferiorität des (rheinischen) Katholizismus gegenüber den preußisch-protestantischen gesellschaftlichen Eliten“, die in der Vorstellung eines „rheinischen Weststaats“ und entsprechender „Rheinstaatbestrebungen“ schon im 19. Jahrhundert zum Ausdruck gekommen waren. Viele Rheinländer empfanden sich daher als Musspreußen. Auf der anderen Seite vermochte Preußen durch seine militärische Stärke die immer wieder aufkommenden Befürchtungen vieler Rheinländer vor einer französischen Expansion zu zerstreuen, etwa 1840 in der Rheinkrise, als Frankreich unter Adolphe Thiers den Rhein als seine Ostgrenze gefordert hatte. Während der Niederschlagung der Deutschen Revolution fand der Gedanke der Gründung einer Rheinischen Republik neue Anhänger unter den Revolutionären.

### Vorgeschichte nach dem Ersten Weltkrieg
Mit der alliierten Besetzung der Rheinlande nach dem Ersten Weltkrieg kamen von verschiedenen französischen Politikern und Militärs aus dem Umfeld Raymond Poincarés wieder Anschlussideen zur Sprache. Auch in Berlin wurde die Zukunft der Rheinlande kontrovers diskutiert, deren Mittelstand und bürgerliche Politiker zunehmend Gefallen an der Trennung vom Freistaat Preußen äußerten. Auch als Folge des Kulturkampfes (1871–1878) empfanden Teile der mehrheitlich katholischen Bevölkerung ihre Situation in Preußen noch nach mehr als einhundert Jahren als protestantische Fremdherrschaft.
Bereits am Abend des 4. Dezember 1918 hatte Karl Trimborn, unterstützt von der Kölnischen Volkszeitung und der örtlichen Zentrumspartei, im Rahmen einer Großkundgebung in Köln den Versuch unternommen, eine Rheinische Republik als neuen Gliedstaat des Reiches aus Preußen herauszulösen, wobei er aber kaum auf Resonanz gestoßen war. Der antipreußischen Stimmung im Rheinland verlieh auch Konrad Adenauer Ausdruck, als er am 1. Februar 1919 mehr als sechzig Oberbürgermeister und Abgeordnete der Nationalversammlung und der preußischen Landesversammlung zu einem Treffen nach Köln einlud. Adenauer war zu dieser Zeit Oberbürgermeister von Köln und gehörte der Zentrumspartei an. Einziger Tagesordnungspunkt der Zusammenkunft war die Gründung der Rheinischen Republik. In seiner Ansprache bezeichnete Adenauer das Scheitern der Hegemonie Preußens als „notwendige Folge“ des preußischen Systems an sich. In der Wahrnehmung der Kriegsgegner des Deutschen Reiches sei Preußen „der böse Geist Europas“ und „der Hort des kulturfeindlichen, angriffslustigen Militarismus“. Folglich sei die Vormachtstellung Preußens für die anderen deutschen Bundesstaaten nicht weiter tragbar. Preußen solle geteilt werden und dessen westliche Landesteile in einer „Westdeutschen Republik“ aufgehen. Dadurch würde „die Beherrschung Deutschlands durch ein vom Geiste des Ostens, vom Militarismus beherrschtes Preußen unmöglich gemacht“. Adenauer bestand auf dem Verbleib der „Westdeutschen Republik“ im Staatenverbund des Deutschen Reiches.

#### Entstehung von separatistischen Gruppierungen
Letztlich wurde in einer Zwei-Punkte-Resolution festgestellt, dass auch für das Rheinland und die Rheinländer das politische Selbstbestimmungsrecht zu gelten habe. Die Ausrufung der rheinischen bzw. westdeutschen Republik wurde als Übergangslösung für den Fall vorbehalten, dass der Staat Preußen aufgeteilt werde. Auf diese Weise sollte eine praktikable Lösung der Reparationen mit den Siegermächten gefunden werden.
In der Folgezeit bildeten sich in vielen Städten und Gemeinden separatistische Bewegungen mit unterschiedlichen Zielen heraus. Reichsminister Johannes Bell ordnete an, den Lostrennungsbestrebungen propagandistisch und materiell entgegenzutreten. Reichskanzler Philipp Scheidemann gab am 13. März eine einstimmig angenommene Regierungserklärung ab, nach der die „rheinische Frage nur in fester Reichseinheit gelöst werden könne […] eine endgültige Lösung […] erst nach Friedensschluß und auf verfassungsmäßigem Wege erfolgen könne“.

#### Ausruf der Republik in Wiesbaden
Der Jurist und ehemalige Frontoffizier Hans Adam Dorten rief am 1. Juni 1919 in Wiesbaden eine „selbständige Rheinische Republik“ aus, die auch Gebiete Hessens und der Rheinpfalz einbeziehen sollte. Unterstützt wurde er dabei vom französischen General Charles Mangin und anderen französischen Militärs. Bereits in der Nacht zum 1. Juni wurden in Teilen der Region Plakate mit einem Aufruf „an das rheinische Volk“ angeschlagen. Am Nachmittag des Tages wurde der Wiesbadener Regierungspräsident Karl Wilhelm von Meister von zwei französischen Offizieren aufgefordert, sich den Anordnungen von Hans Adam Dorten zu unterstellen, was Meister ablehnte, um kurz darauf aus seinem Zuständigkeitsbereich nach Bad Homburg vor der Höhe abzureisen. In den folgenden Tagen kam es zu mehreren Verhandlungen zwischen deutschen Politikern und Verwaltungsbeamten sowohl des separatistischen als auch des reichstreuen Lagers und dem französischen Oberadministrateur Pineau. Am 2. Juni protestierten Arbeiter mit einem Generalstreik gegen die separatistische Bewegung. 
Als Mitglieder der Dorten-Regierung am 4. Juni das Gebäude des Regierungspräsidiums in Wiesbaden in Besitz nehmen wollten, versuchte Meisters Stellvertreter Springorum dies gewaltsam zu verhindern, bis französische Soldaten durchsetzten, dass Dorten und seinen Mitarbeitern Amtsräume zugewiesen wurden. Als reichstreue Beamte sich auf der Rückseite des Hauses über eine Leiter Zutritt verschafft hatten, kam es zu Schlägereien, worauf der inzwischen erschienene Oberst Pineau die Neutralität der französischen Besatzungsverwaltung erklärte. Darauf vertrieb die deutsche Polizei die Dorten-Regierung aus dem Gebäude. Diese Auseinandersetzungen waren von einem publizistischen Schlagabtausch begleitet, in dem die Wiesbadener Zeitung die reichstreue, die Kölnische Volkszeitung die separatistische Seite vertrat.
Auch in Mainz, Speyer und anderen Städten fanden kurz darauf Putschversuche statt; sie scheiterten aber innerhalb weniger Tage an ihrer dilettantischen Organisation und der Ablehnung in der Bevölkerung und der Verwaltung. Gegen Dorten wurde in der Folge vom Reichsgericht in Leipzig ein Haftbefehl wegen Hoch- und Landesverrats erlassen, vor dessen Vollstreckung ihn jedoch sein Aufenthalt in den französisch besetzten Gebieten schützte.
Dorten blieb in seiner Sache umtriebig und gründete am 22. Januar 1922 in Boppard die Rheinische Volksvereinigung, deren Vorsitzender der Oberpfarrer Bertram Kastert (1868–1935) aus Köln wurde. Wegen der Hochverratsanklage scheuten Parteien und Politiker den Kontakt zu Dorten und seinen politischen Kreisen. Die Volksvereinigung führte ein weitgehend unbemerktes Schattendasein. Seine Wochenzeitschrift Deutsche Warte und andere Aktivitäten Dortens waren von französischer Förderung abhängig.
Im Laufe der folgenden Jahre verschlechterte sich im von zahlreichen Krisen und politischen Umbruchsversuchen geschüttelten Deutschland die allgemeine wirtschaftliche Lage. Zudem kam es immer wieder zu Auseinandersetzungen zwischen der französischen Besatzungsverwaltung und der deutschen Verwaltung. Der stellvertretende Wiesbadener Regierungspräsident Springorum wurde im Juli 1919 zu drei Monaten Haft verurteilt, weil er versucht hatte, einen Brief an den Franzosen vorbei an die Reichsregierung in Berlin zu schleusen. Darauf wurde Willy Momm zum neuen Regierungspräsidenten ernannt. Im November 1919 enthoben die französischen Besatzer den Wiesbadener Oberbürgermeister Karl Glässing seines Amtes und wiesen ihn aus. Am 24. Juli 1920 wurde Hans Adam Dorten von preußischen Polizisten, die in die Besatzungszone eingedrungen waren, verhaftet. Darauf enthoben die Franzosen Momm und den stellvertretenden Wiesbadener Polizeipräsidenten ihrer Ämter. Die deutschen Behörden ließen Dorten am 26. Juli wieder frei. Momm erhielt Anfang November sein Amt zurück. Im April 1921 errichtete Frankreich am Rhein eine Zollgrenze, was die Wirtschaft im besetzten Gebiet weiter schwächte. Nach der Ermordung Walther Rathenaus am 24. Juni 1922 kam es am 4. Juli 1922 zu Arbeiterdemonstrationen und Straßenschlachten, bei denen in Wiesbaden zwei Menschen getötet wurden. Die französische Besatzungsmacht enthob darauf Regierungspräsident Momm endgültig seines Amtes.

## Geschehnisse in verschiedenen rheinischen Städten und Gemeinden

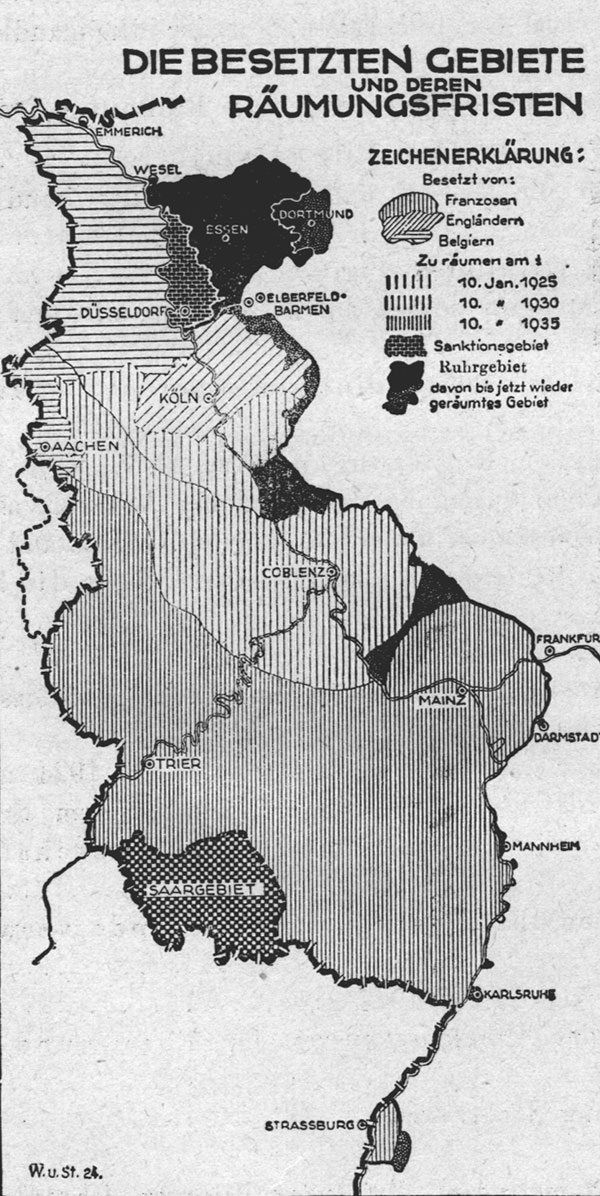
Verwaltung bzw. Besatzung der westdeutschen Gebiete (1924)

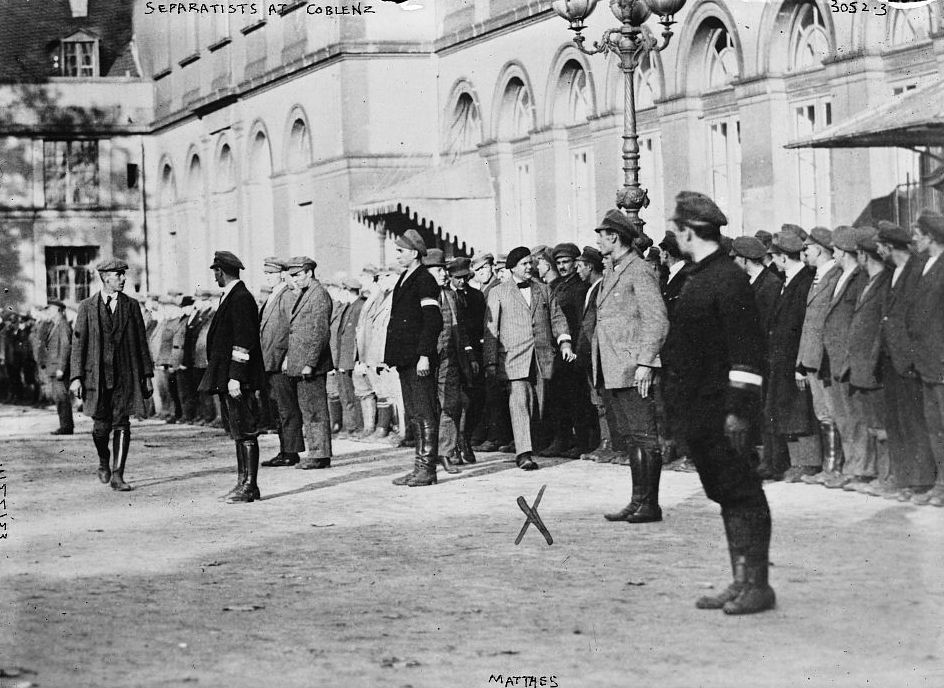
Separatisten vor dem Kurfürstlichen Schloss in Koblenz, in der Mitte Josef Friedrich Matthes

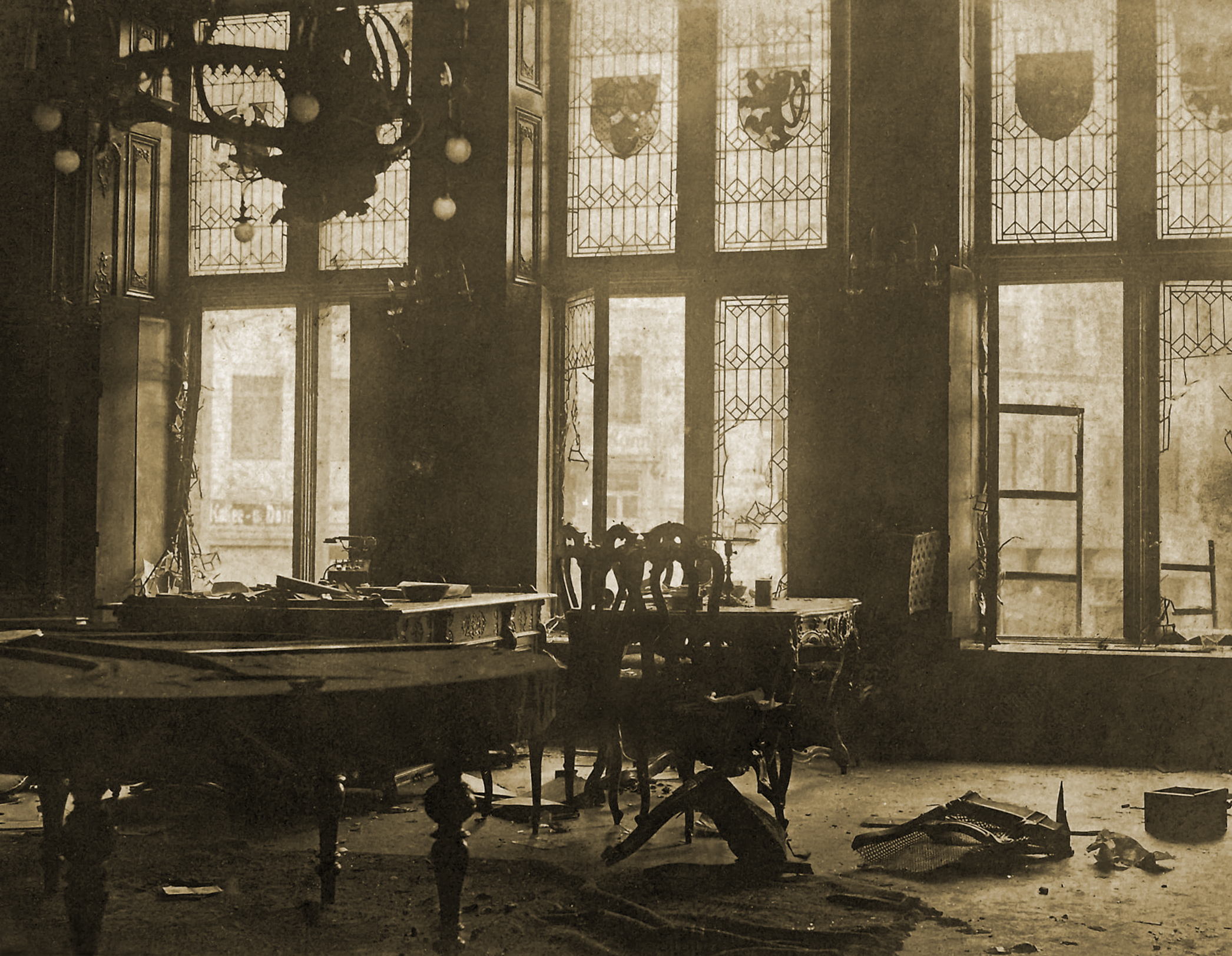
Verwüstungen im Aachener Rathaus nach der Erstürmung durch die Separatisten am 21. Oktober 1923

Im Rheinland wirkte sich der Ruhrkampf durch eine Zuspitzung der Auseinandersetzungen aus. So wies Frankreich im Verlauf des Jahres 1923 zahlreiche leitende Beamte des Regierungspräsidiums, der Kommunen, der Zoll- und der Forstverwaltung aus, darunter auch zwei stellvertretende Regierungspräsidenten. Vereinzelt kam es zu Besetzungen und Beschlagnahmungen auch in Wirtschaftsunternehmen, vergleichbar mit denen im Ruhrgebiet. Büros separatistischer Organisationen wurden eröffnet. Auf der anderen Seite ging die deutsche Polizei gegen separatistische Führungsfiguren vor. Meist mussten die Verhafteten jedoch auf Druck der französischen Behörden wieder freigelassen werden. Am 23. September gab es im Wiesbadener Kurhaus eine separatistische Versammlung mit rund 2500 Teilnehmern, an deren Rande es zu Handgemengen unter Beteiligung französischer und deutscher Polizisten kam.
In Koblenz, der Hauptstadt der damaligen Preußischen Rheinprovinz, fanden sich am 15. August 1923 unterschiedliche separatistische Bewegungen zusammen und gründeten die „Vereinigte Rheinische Bewegung“. Als führende Persönlichkeiten erschienen Hans Adam Dorten von der „Rheinischen Volksvereinigung“, Josef Friedrich Matthes (1886–1943) vom „Rheinischen Unabhängigkeitsbund“, der von dem früheren Kölner SPD-Vertreter Josef Smeets (* 1893 in Köln, † 25. März 1925 in Metz) gegründet worden war, und der Aachener Fabrikant Leo Deckers. Eine wohlwollende Billigung durch die französische Verwaltung ist anzunehmen. Ziel dieser Bewegung war nun ausdrücklich die völlige Abspaltung der Rheinlande von Preußen und die Errichtung einer Rheinischen Republik unter französischem Protektorat. Die Sache der Republik sollte durch öffentliche Kundgebungen und Versammlungen in allen rheinischen Städten vorangebracht werden.
Am 16. Oktober 1923 hissten die Separatisten auf dem Haus Neustraße 43 in Eschweiler in der südlichen Innenstadt die grün-weiß-rote Fahne der Rheinischen Republik. Im selben Haus eröffneten sie ein Werbebüro. Am 22. und 23. Oktober versuchten sie, in Eschweilers Rathaus zu putschen. Der Beigeordnete Elsen lehnte die Übergabe des Rathauses jedoch ab, und ein Selbstschutz wurde gebildet. Einen Tag später forderte die Regierung die Bevölkerung zum Widerstand auf, und am 2. November wurden die Separatisten schließlich auf Geheiß der belgischen Besatzungsmacht aus Eschweiler ausgewiesen.
In Aachen wurde das Rathaus am 21. Oktober 1923 unter der Führung von Leo Deckers und Dr. Guthardt besetzt und im dortigen Kaisersaal die „Freie und unabhängige Republik Rheinland“ ausgerufen. Am 22. Oktober schossen Separatisten in der Umgebung des Theaters auf Gegendemonstranten, die danach in das Sekretariat der separatistischen Partei am Friedrich-Wilhelm-Platz eindrangen und es verwüsteten. Seit dem Morgen des 23. Oktober fuhren Separatisten schießend in Autos durch die Stadt. Die Aachener Feuerwehr besetzte inzwischen das Rathaus, was die Separatisten dazu zwang, sich nun im Regierungsgebäude zu verschanzen. Am selben Tag verhängte die belgische Besatzungsmacht den „Belagerungszustand“.
Die deutsche Lokalpolizei in Aachen versuchte am 25. Oktober das Regierungsgebäude zu stürmen, wurde jedoch von Soldaten der belgischen Besatzung daran gehindert und fortan belgischem Befehl unterstellt. Ebenfalls wurde der Betrieb der Technischen Hochschule eingestellt und auswärtige Studenten wurden aus Aachen ausgewiesen.
Am 2. November wurde das Aachener Rathaus wieder von den Separatisten besetzt; sie hatten inzwischen rund 1000 Männer Verstärkung aus den Reihen der „Rheinland-Schutztruppen“ erhalten. Der belgische Hochkommissar Baron Édouard Rolin-Jaequemyns ordnete das sofortige Ende der separatistischen Regierung an und forderte die Truppen auf, umgehend die Stadt zu verlassen. Die Aachener Stadtverordnetenversammlung trat am Abend zusammen und legte ein „Treuebekenntnis zum Deutschen Reich“ ab.
Im gleichen Zeitraum existierten in vielen rheinischen Städten Umsturzbestrebungen nach ähnlichem Muster: Die lokalen Verwaltungsgebäude wurden besetzt, die bestehende Verwaltung außer Kraft gesetzt und vertrieben. Die Flagge der rheinischen Republik wurde gehisst, und die neue Verwaltung setzte die Bevölkerung mittels öffentlicher Anschläge und Flugblätter über die neue Situation in Kenntnis. Die neuen Regierungen konnten sich nicht überall durchsetzen. In den Städten Jülich, Mönchengladbach, Bonn und Erkelenz wurde den Bestrebungen sofort, zum Teil gewaltsam, Einhalt geboten, andere Gegenden blieben an den Geschehnissen völlig unbeteiligt.
In Duisburg übernahmen die Separatisten am 22. Oktober die Kontrolle. Die Ortsgruppe des „Rheinischen Unabhängigkeitsbundes“ betonte auf Plakaten die Distanz der neuen Republik gegenüber den Besatzungstruppen. Die französische Besatzungsmacht verhinderte die Versuche der staatstreuen Kräfte, die Verhältnisse im Sinne der Reichsregierung gewaltsam wieder zu verändern.
In Koblenz versuchten die Separatisten ab dem 21. Oktober die Macht zu übernehmen. Es kam in den folgenden Tagen zu zahlreichen Handgreiflichkeiten mit der Ortspolizei und der Bürgerschaft. In der Nacht des 23. Oktober besetzten die Separatisten mit Unterstützung des französischen Militärs das Koblenzer Schloss, mussten es auf Druck des Oberbürgermeisters Karl Russell und der Ortspolizei zunächst wieder räumen und besetzten es in der folgenden Nacht erneut.
In Wiesbaden wurde die deutsche Verwaltung am 21. Oktober aus Köln über die Ausrufung der Republik informiert sowie gewarnt, dass auch in Mainz und Wiesbaden entsprechende Proklamationen geplant seien. Darauf wurden die Polizeiwachen und das Wiesbadener Rathaus mit stärkeren Polizeieinheiten besetzt. Die übrigen öffentlichen Gebäude blieben ohne Bewachung, so dass sie in der Nacht zum 23. Oktober von Vertretern der Rheinischen Republik besetzt wurden. Parallel führten Polizei, reichsdeutsche und rheinisch-republikanische Verwaltung, Gewerkschaften und Vertreter der französischen Besatzungsmacht Verhandlungen über das weitere Vorgehen, die aber ohne Ergebnisse blieben. Am Morgen des 23. Oktober besetzten bewaffnete Separatisten auch das Wiesbadener Rathaus, wobei Warnschüsse fielen und es zu handgreiflichen Auseinandersetzungen kam. In den folgenden Tagen arbeitete die reichsdeutsch eingestellte Verwaltung jedoch parallel in dem Gebäude weiter. Am 23. Oktober kam es zu einer Kundgebung der Gewerkschaften gegen die Rheinische Republik. Zudem entwaffneten die französischen Gendarmen und Soldaten die Wiesbadener Polizei und setzten Polizeiwachtmeister Keul als ihren neuen Chef ein. Der größte Teil der Wiesbadener Polizei erklärte sich bereit, auch unter den neuen Verhältnissen Dienst zu tun. Den Patrouillendienst in der Stadt übernahmen vorerst Franzosen, ab Ende Oktober jedoch wieder deutsche Polizisten.
In den folgenden Tagen kam es im Wiesbadener Rathaus, im Kreishaus und in anderen öffentlichen Gebäuden zu mehrfachen „Rückeroberungen“ durch beide Seiten, an denen sowohl reichsdeutsch eingestellte als auch rheinisch-separatistische Beamte, Polizisten und Milizionäre, französische Polizisten und Soldaten, Feuerwehrleute, Gewerkschafter und Zivilisten beider Seiten beteiligt waren. Am Abend des 29. Oktober verkündete die Rheinische Regierung per Proklamation, dass sie die Regierungsgewalt im Regierungsbezirk Wiesbaden sowie in den untergeordneten Verwaltungsgliederungen übernommen habe. Die Beamten des Regierungspräsidiums erklärten jedoch am 1. November, dass sie zu keinerlei Zusammenarbeit mit den Separatisten bereit seien. Bis zum Ende der Rheinischen Republik scheint sich die Lage in Wiesbaden weitgehend beruhigt zu haben.
In den ländlichen Regionen des Westerwalds und des Lahntals spielten sich ähnliche Auseinandersetzungen wie in Wiesbaden ab. Dort konnten sich die rheinisch-republikanischen Kräfte meist jedoch nur kurze Zeit und mit massiver Hilfe der Franzosen an der Macht halten. Die Kämpfe entwickelten sich gewalttätiger als in den Städten, so dass es im Westerwald bei Schusswechseln zu Todesopfern und in Limburg an der Lahn am 14. November zu Straßenkämpfen kam. Bis Ende November spielten die Separatisten in Limburg jedoch kaum noch eine Rolle.
Am 26. Oktober bestätigte der französische Hochkommissar und Präsident der Rheinlandkommission, Paul Tirard (1879–1945), die Separatisten als „Inhaber der tatsächlichen Macht“. Sie sollten „unter selbstverständlicher Achtung der bestehenden Autorität der Besatzungsbehörde […] alle notwendigen Maßnahmen“ einleiten. Hans Adam Dorten und der Redakteur Josef Friedrich Matthes erhielten hierfür die Generalvollmachten. Ein Regierungskabinett wurde gebildet. Matthes als dessen designierter Vorsitzender war somit Ministerpräsident der rheinischen Republik.
Die Macht der neuen Regierung stützte sich im Wesentlichen auf den Schutz und die Finanzierung der französischen Besatzer und auf die „Rheinland-Schutztruppen“, die sich zu großen Teilen aus den Ausgewiesenen des Ruhrgebietes rekrutierten. Die Truppenangehörigen, meist ohne militärische Ausbildung und sehr schlecht ausgerüstet, setzten die Verordnungen der neuen Regierung durch. Eine nächtliche Ausgangssperre wurde verhängt und die Pressefreiheit massiv eingeschränkt. Wenn es örtlich an klaren Richtlinien fehlte, wurden kurzerhand aus dem Stegreif Verordnungen erlassen. Die „Regierung“ erhielt keine nennenswerte Unterstützung durch das Verwaltungspersonal, das häufig den neuen Amtseid verweigerte oder der Arbeit ganz fernblieb. Die Bevölkerung verhielt sich abwartend.
Das „Kabinett“ in Koblenz war oft zerstritten und seine Verordnungen verwirrend. Zwischen Dorten und Matthes kamen Rivalitäten auf. Die französischen Machthaber gingen zusehends auf Distanz und schränkten die finanziellen Zuwendungen stark ein. Rheinisches Papiergeld wurde ausgegeben, und schließlich ordnete die Regierung „Requirierungen“ im ganzen Land an. Damit setzte eine massive Welle von Plünderungen durch die „Rheinland-Schutztruppen“ ein, die weit über das Ziel der Lebensmittelbeschaffung hinausgingen. Die Lage war in den einzelnen Städten und Gemeinden unterschiedlich. Den in der Zivilbevölkerung sich zunehmend regenden Widerstand hielt das französische Militär im Zaum.
Unter der Bezeichnung „Fliegende Division Nord“ fielen Angehörige der Rheinland-Schutztruppen vom 6. bis 8. November über Maria Laach und umliegende Gehöfte her. In Brohl, wo die Einwohner Anton Brühl und Hans Feinlinger eine Widerstandsgruppe anführten, erschien am 9. November ein Mordkommando, plünderte und erschoss zwei Männer, die es mit Brühl und Feinlinger verwechselt hatte.
Am 10. November tauchten Plünderer in Linz am Rhein auf, besetzten das Rathaus und jagten den amtierenden Bürgermeister Pieper aus dem Amt. Von dort suchten sie die Gemeinden Unkel, Bruchhausen und Rheinbreitbach heim. Überall wurden neben Lebensmitteln und Fahrzeugen auch Wertgegenstände „requiriert“.
Vom 12. November an sammelten sich die Separatisten in Honnef, das nun als neues Hauptquartier vorgesehen war. Sie besetzten das Rathaus und riefen am 14. November die Rheinische Republik aus, beschlagnahmten in zahlreichen Wohnhäusern und Hotels Lebensmittel und alkoholische Getränke und ließen im Kurhaus bei einer großen Feier das Mobiliar in Flammen aufgehen.

## Aufstand im Siebengebirge

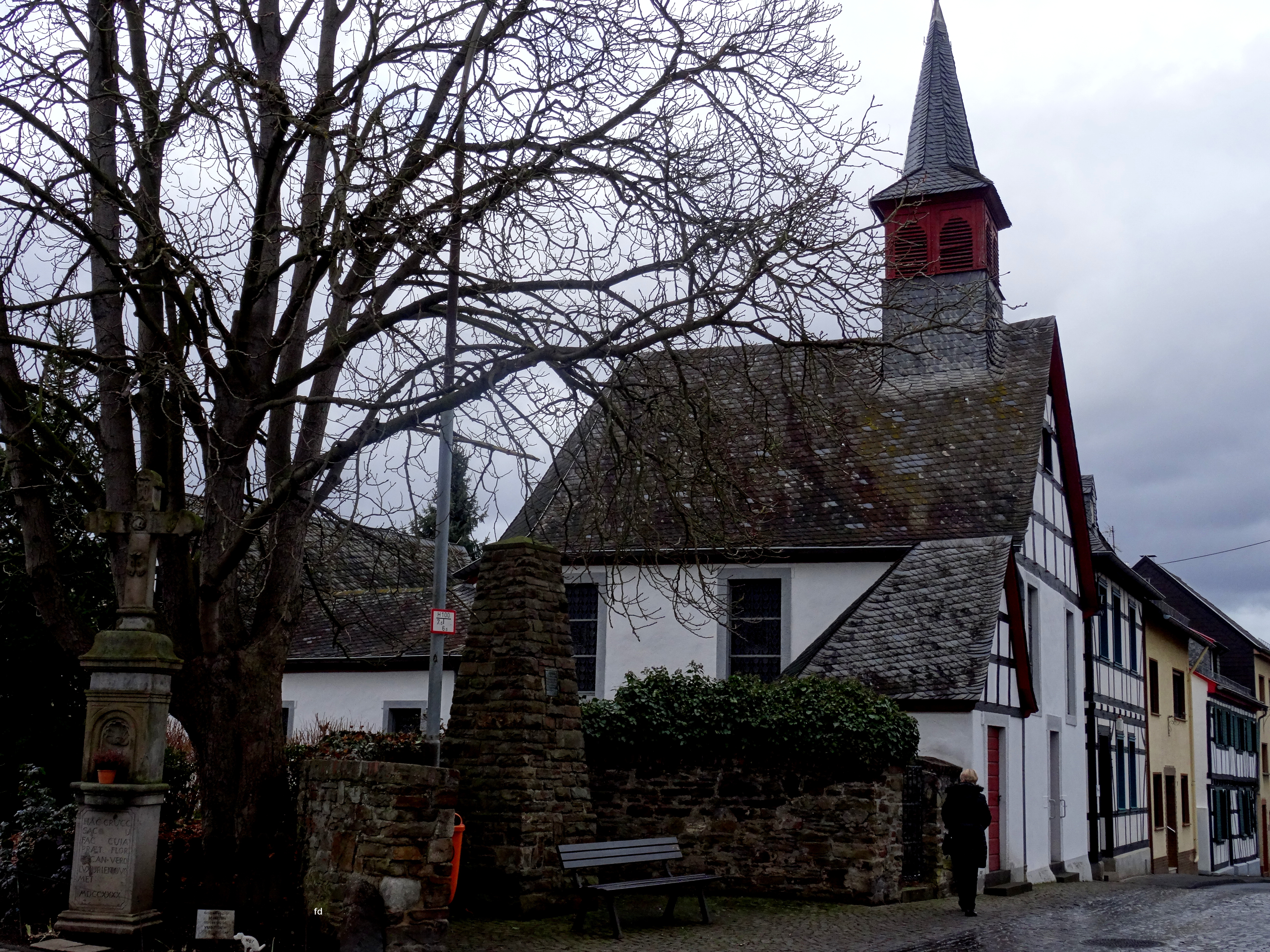
Gedenkstein in Rheinbreitbach

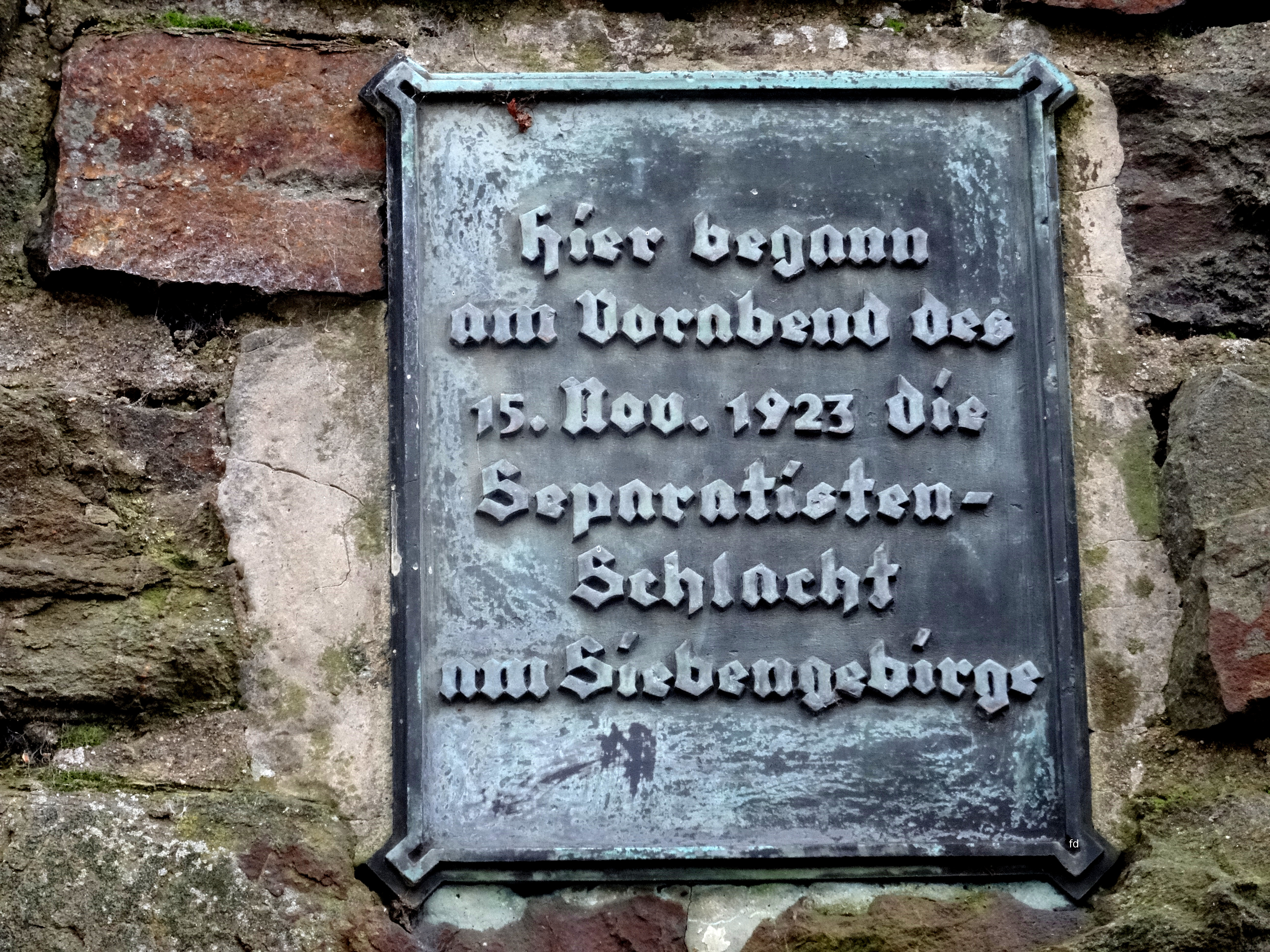
Tafel am Gedenkstein

Am Abend des 14. November versammelten sich in der Aegidienberger Gaststätte Cremerius zahlreiche Einwohner der umliegenden Gemeinden bis hin nach Windhagen und Uckerath und entschlossen sich zum offenen Widerstand, da vorauszusehen war, dass sich die Plünderungen bald dort fortsetzen würden. Für die Widerständler wurden überall Lebensmittel gespendet. Trotz des Waffenverbots der Besatzer fanden sich im nun angelegten Waffenarsenal neben Äxten, Knüppeln und Heugabeln auch eine große Anzahl an Jagd- und Handfeuerwaffen sowie zahlreiche Infanteriegewehre. Der ehemalige Offizier und Bergbauingenieur Hermann Schneider übernahm in Aegidienberg die Führung der „Heimwehr“.

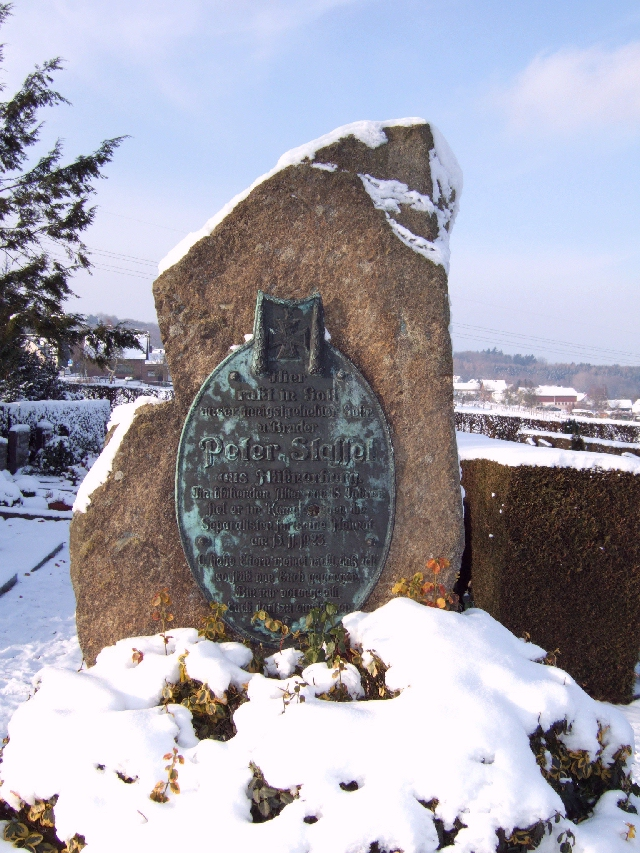
Grab von Peter Staffel in Eudenbach (2005)

Angeblich standen in der gesamten Umgebung nun etwa viertausend Männer unter Waffen. Sobald sich separatistische Truppen sehen ließen oder entsprechende Gerüchte die Runde machten, wurden die örtlichen Widerstandsverbände mit Werkssirenen und Alarmglocken mobilisiert. Viele Menschen irrten umher und versuchten, ihr Vieh und Besitztum in Sicherheit zu bringen.
Am Nachmittag des 15. November fuhren gegen 16 Uhr zwei mit Separatisten besetzte Fahrzeuge in den Aegidienberger Ortsteil Himberg ein, den rund 30 bewaffnete Steinbrucharbeiter bewachten. Der achtzehnjährige Schmied Peter Staffel kam durch einen Schuss ums Leben, nachdem er die Lastkraftwagen zum Anhalten gezwungen und versucht hatte, die Insassen zur Umkehr zu bewegen. Dies war der Auftakt zur Schlacht bei Aegidienberg. Die Separatisten wurden daraufhin massiv von den Bergleuten beschossen und flüchteten ins Schmelztal Richtung Honnef. Auf ihrem Weg begegneten sie den gut verschanzten Truppen Hermann Schneiders, die ihre Fahrzeuge erbeuteten und sie endgültig in die Flucht schlugen.
Bei dem Gasthof Jagdhaus im Schmelztal sammelten sie sich, forderten Verstärkung an und planten, Aegidienberg am folgenden 16. November massiv anzugreifen und ein Exempel an der Bevölkerung zu statuieren. Etwa 80 Bewaffnete unter der Führung eines Herrn Rang fanden bei Hövel eine Lücke in der Verteidigungslinie. Dort nahmen sie fünf Einwohner als Geiseln und stellten sie, an Pfähle gefesselt, in die Schusslinie gegen die anrückenden Verteidiger. Eine der Geiseln, Theodor Weinz (* 15. August 1858), erhielt einen Bauchschuss, der ihn wenig später das Leben kostete. Inzwischen waren Widerständler aus allen Gegenden herbeigeeilt und machten nun Jagd auf die „heillos Flüchtenden“.

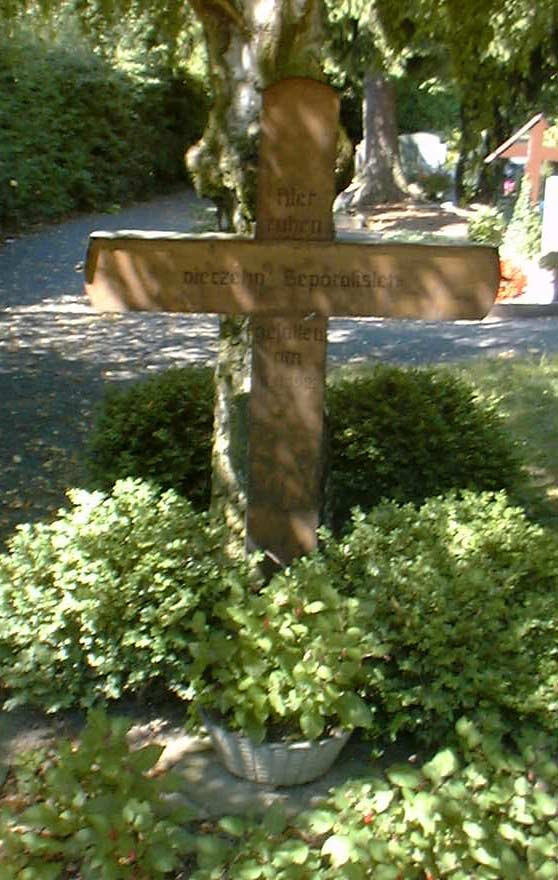
Grabstätte der Separatisten in Aegidienberg (2003)

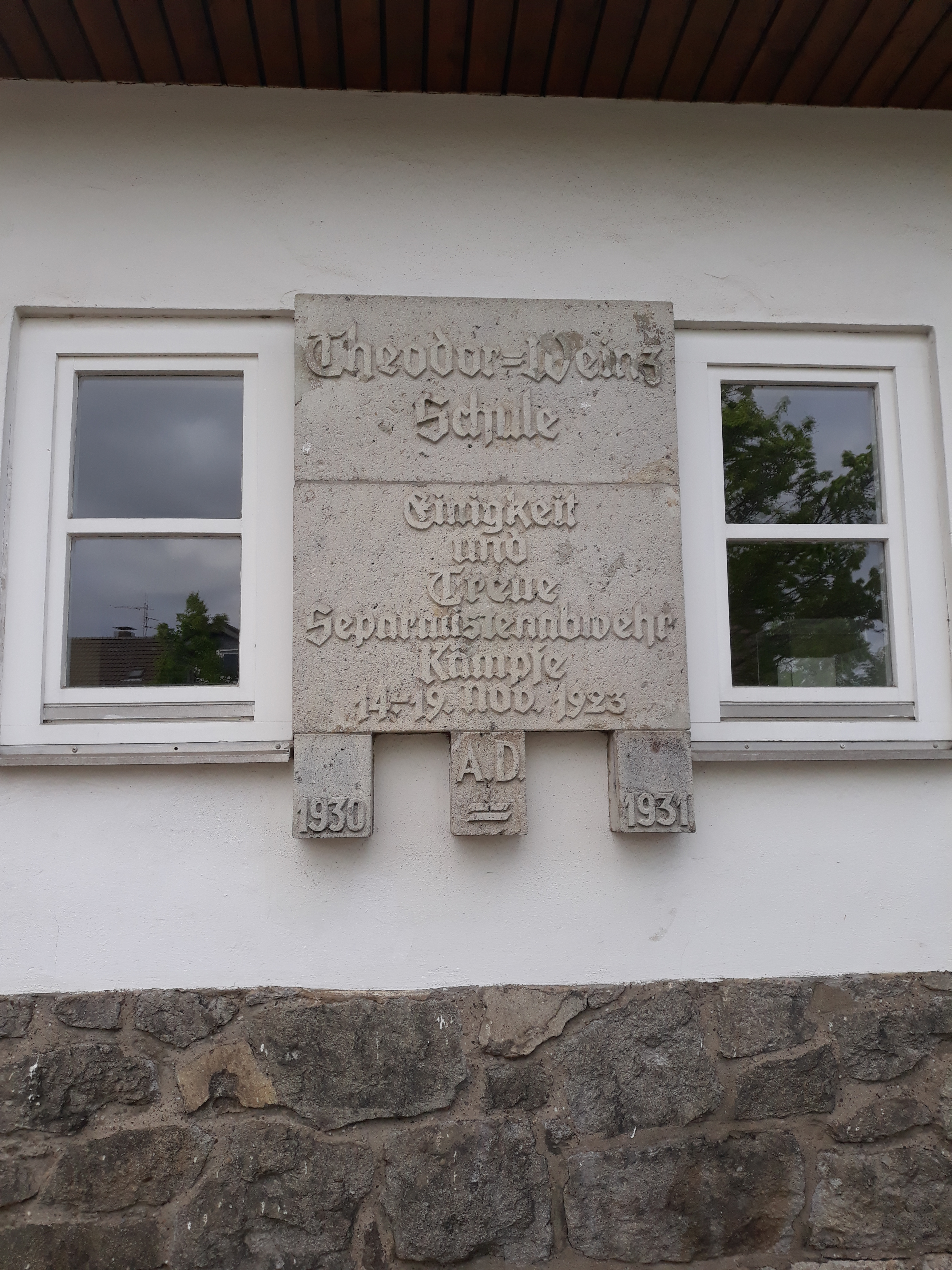
Gedenktafel „Separatistenabwehrkämpfe“ an der Theodor-Weinz-Schule in Aegidienberg (1931).

Vierzehn Separatisten kamen ums Leben und wurden später auf dem Aegidienberger Friedhof in einem Massengrab ohne Namensnennung bestattet. Zeitgenossen zufolge stammten sie aus der Gegend von Kevelaer und Krefeld.
Um eine Fortsetzung der Auseinandersetzungen zu verhindern, nahmen in den folgenden zwei Wochen französisch-marokkanische Truppen Aegidienberg unter Kontrolle, und die französische Militärpolizei ermittelte vor Ort. Als Ergebnis ihrer Ermittlungen gab sie den gewaltsamen Tod von rund 120 Menschen im Zusammenhang mit den Ereignissen dieser Novembertage bekannt. Genauere Angaben zu den Toten und Ereignissen finden sich möglicherweise in den Archiven der Militärpolizei. Theodor Weinz ist direkt am Friedhofseingang in Aegidienberg begraben, die Aegidienberger Grundschule ist nach ihm benannt. Peter Staffel ist auf dem Friedhof in Eudenbach – heute ein Stadtteil von Königswinter – beigesetzt. Er stammte aus dem heute ebenfalls zu Königswinter gehörenden Hühnerberg.

## Das Ende der Rheinischen Republik
Das Koblenzer Kabinett spaltete sich infolge der Ereignisse in zwei Lager. Die separatistischen Regierungen wurden aus den Rathäusern vertrieben und auch teilweise vom französischen Militär verhaftet. Matthes trat am 27. November von seinen „Ämtern“ zurück. Hans Adam Dorten hatte schon am 15. November in Bad Ems eine „Vorläufige Regierung“ für das südliche Rheinland und die Rheinpfalz gebildet, agitierte von dort aus erfolglos weiter und beteiligte sich nun auch aktiv an den Geschehnissen in der „Pfälzischen Republik“, die noch bis ins Jahr 1924 bestand. Am 31. Dezember flüchtete er nach Nizza, veröffentlichte später seine Memoiren und starb 1963.
Matthes begab sich ebenfalls nach Frankreich und begegnete dort später Kurt Tucholsky. Ihm und seiner Frau wurde trotz der im Londoner Abkommen vom 31. August 1924 gewährten Amnestie unter Beugung des Rechts die Einreise nach Deutschland verweigert, was Tucholsky dazu bewog, das Essay Für Josef Matthes zu veröffentlichen.
In vereinzelten Ortschaften des Rheinlands regierten die separatistischen Bürgermeister noch bis in den Dezember hinein, wurden abgewählt, manche mussten ihr Handeln vor Ausschüssen oder Gerichten verantworten.
Konrad Adenauer, der mit Hans Adam Dorten stets in tiefem Gegensatz gelegen hatte und an der „Rheinischen Republik“ nicht aktiv beteiligt war, unterbreitete im Dezember der französischen Generalität einen weiteren Vorschlag zur Bildung eines „Autonomen westdeutschen Bundesstaates“. Weder die französische noch die deutsche Regierung konnten sich mit den Vorschlägen anfreunden.
Am 30. Dezember 1923 fand eine Vertreterversammlung der rheinischen Parteien, Gewerkschaften, Kammern und Gemeinden statt, und es wurde die Einleitung von Verhandlungen zur Bildung einer „Rheinischen Republik“ beschlossen.
In seinem am 13. August 1929 in der Wochenzeitschrift Die Weltbühne veröffentlichten Essay Für Josef Matthes beschrieb Kurt Tucholsky die Situation im Rheinland: „Lawinenartig wuchs inzwischen die separatistische Bewegung, proportional der Inflation. Das Rheinland stand damals, geschlossen wie ein Mann, zu dem, der besser zahlte. Die Beamten, die Großbanken, die Geistlichen warteten auf ihren Augenblick. Zu Frankreich hinüber wollte keiner, bei Preußen bleiben wenige. Was sie wollten und wozu sie damals auch ein Recht hatten, war Befreiung aus der Hölle der Inflation und Schaffung einer eignen Währung, einer eignen autonomen Republik.“

## Der Nationalsozialismus und die Rheinische Republik
Der Widerstand der Bevölkerung wurde später von den Nationalsozialisten zum Fanal treudeutscher Gesinnung hochstilisiert. Ehemalige Separatisten galten als Verräter und wurden von der Gestapo überwacht, teilweise inhaftiert, weswegen einige von ihnen ins Exil gingen, wie der Trierer Architekt Peter Marx. Matthes, der sich seit 1923 in Frankreich aufgehalten hatte, wies die Vichy-Regierung 1941 an Deutschland aus, wo er zwei Jahre später im KZ Dachau starb.
Im Siebengebirge sollte auf dem Berg Himmerich ein Denkmal errichtet werden, das jedoch über die Grundsteinlegung durch Reichspropagandaminister Joseph Goebbels im Oktober 1933 hinaus nicht weiter verwirklicht wurde. Im Bad Honnefer Stadtbezirk Aegidienberg wurde 1935 im Ortsteil Hövel das sogenannte Separatistendenkmal errichtet, das an die getöteten und als Geiseln genommenen Einwohner erinnert. Das Vokabular der Inschrift ist recht markig und umstritten:
Zur Erinnerung

Kerndeutsche Arbeiter und Bauern

vergossen hier auf eignem Boden

in erfolgreichen Abwehrkämpfen

ihr Blut zur restlosen Vernichtung

der Separatisten am 16. Nov. 1923

Gott verhalf zum Sieg

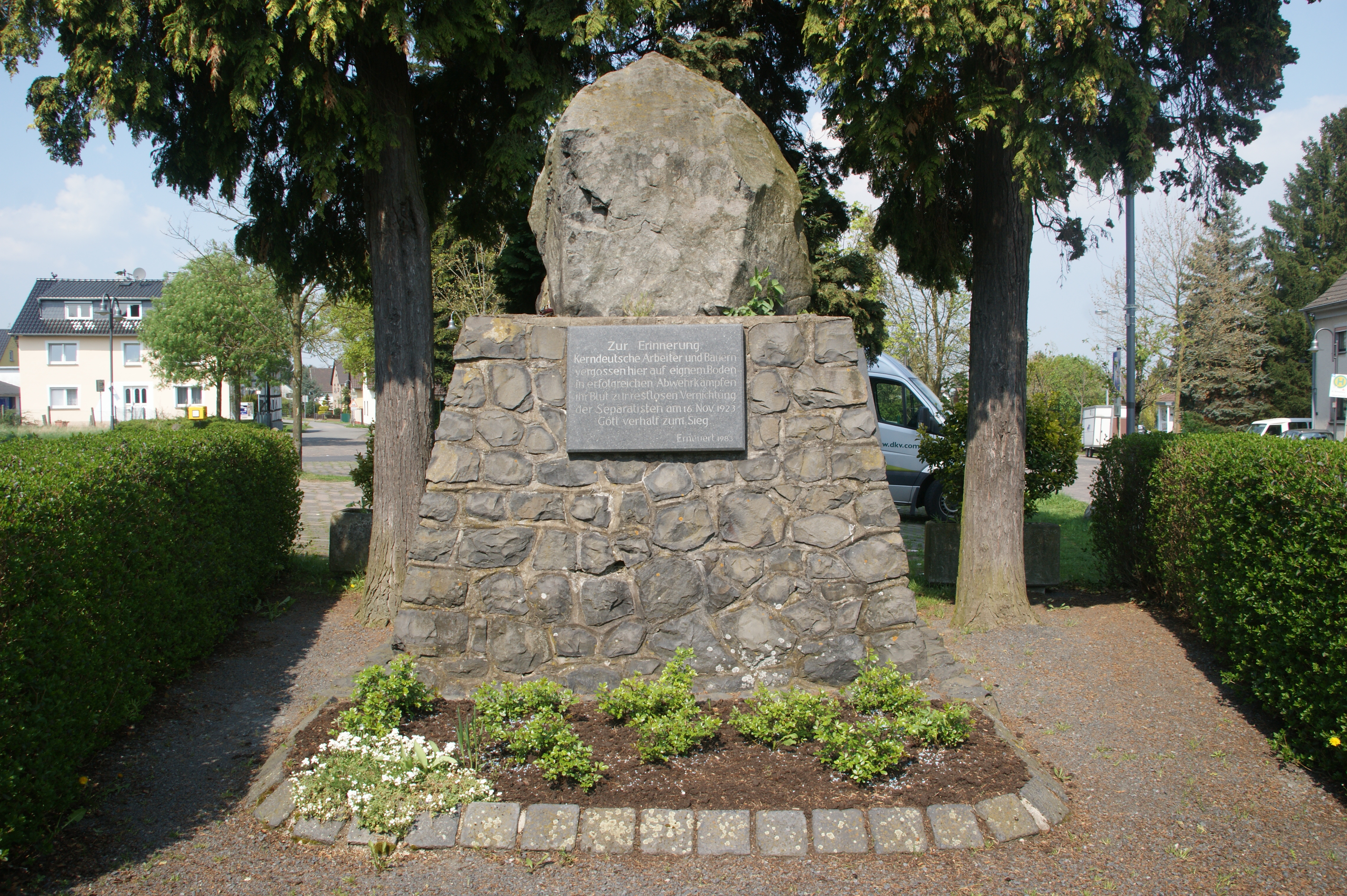
Separatistendenkmal in Hövel

Das Denkmal ist seit dem 23. September 2019 in die Denkmalliste der Stadt Bad Honnef eingetragen.
Das Grab der Separatisten ist auf dem Gemeindefriedhof zu finden, sehr schlicht, aber gepflegt.
Tatsächlich richtete sich der Widerstand der Bevölkerung vor allem gegen Willkür und Raub. Es beteiligten sich Anhänger aller politischen Richtungen „in erstaunlicher Gemeinsamkeit“.